# 愛媛県道244号内子停車場線
愛媛県道244号内子停車場線（えひめけんどう244ごう うちこていしゃじょうせん）は、愛媛県喜多郡内子町を通る一般県道である。

## 概要
喜多郡内子町内子のJR四国内子線・予讃線 内子駅前から国道56号に至る短い路線である。街路樹としてヤマモモが植えられており、「ヤマモモ通り」の愛称がつけられている。ヤマモモ並木がある景観の良さが評価され、読売新聞社選定の「新・日本街路樹100景」（1994年）のひとつに選定されている。

### 路線データ
- 起点：喜多郡内子町内子（JR四国内子線・予讃線 内子駅前)
- 終点：喜多郡内子町内子（[内子駅前交差点、国道56号交点）
- 総延長：350 m[要出典]

## 地理

### 通過する自治体
- 愛媛県
  - 喜多郡内子町

### 交差する道路
| 交差する道路                          | 交差する場所 | 交差する場所          |
| ------------------------------------- | ------------ | --------------------- |
| 愛媛県道56号内子河辺野村線 / バイパス | 内子         |                       |
| 愛媛県道56号内子河辺野村線            | 内子         |                       |
| 国道56号                              | 内子         | 内子駅前交差点 / 終点 |

### 沿線
- JR四国内子線・予讃線 内子駅
- 内子座
- 内子町役場 内子分庁舎
- 大洲警察署 内子交番
- パルティ・フジ内子
- E56 松山自動車道 15 内子五十崎IC（終点付近）